# Климат Магадана
Климат Магадана в целом можно охарактеризовать как субарктический, с чертами морского муссонного. Учитывая сложный рельеф в пределах городской черты, свои особенности имеет район долины реки Дукча, где находится одноимённый совхоз. Ещё ощутимее климатические различия между собственно Магаданом и посёлками Уптар и Сокол. Зима длительная и холодная, отличается нестабильной, ветреной погодой. Лето короткое, прохладное, туманное и сырое. Средняя температура преодолевает отметку 0 °C только в мае, а ниже 0 °C становится в начале октября. Самый тёплый месяц года — август со средним дневным максимумом +15 °C, самый холодный месяц года — январь имеет среднесуточную температуру −16,4 °C. В июле заморозки исключены. В городе никогда не бывает сильной жары, умеренно-жаркая погода бывает очень редко, максимальная температура +27,8 °C была отмечена 15 июля 2021 г., прежний максимум года составлял ровно +26 °С. В отличие от Восточной Сибири, где зимой обычны температуры −50 °C и ниже, в Магадане морозы редко преодолевают отметку в −25 °C, и лишь изредка достигают −30 °C и более, абсолютный минимум, зарегистрированный в январе 1954 г., составляет −39,6 °C, что сравнимо с абсолютным минимумом большинства городов юга европейской части России и Черноземья.

## Солнечное сияние
| Солнечное сияние за 2009 - 2018 гг, часов за месяц | Солнечное сияние за 2009 - 2018 гг, часов за месяц | Солнечное сияние за 2009 - 2018 гг, часов за месяц | Солнечное сияние за 2009 - 2018 гг, часов за месяц | Солнечное сияние за 2009 - 2018 гг, часов за месяц | Солнечное сияние за 2009 - 2018 гг, часов за месяц | Солнечное сияние за 2009 - 2018 гг, часов за месяц | Солнечное сияние за 2009 - 2018 гг, часов за месяц | Солнечное сияние за 2009 - 2018 гг, часов за месяц | Солнечное сияние за 2009 - 2018 гг, часов за месяц | Солнечное сияние за 2009 - 2018 гг, часов за месяц | Солнечное сияние за 2009 - 2018 гг, часов за месяц | Солнечное сияние за 2009 - 2018 гг, часов за месяц | Солнечное сияние за 2009 - 2018 гг, часов за месяц |
| Янв                                                | Фев                                                | Мар                                                | Апр                                                | Май                                                | Июн                                                | Июл                                                | Авг                                                | Сен                                                | Окт                                                | Ноя                                                | Дек                                                | Год                                                |                                                    |
| 79                                                 | 127                                                | 207                                                | 252                                                | 235                                                | 221                                                | 182                                                | 167                                                | 154                                                | 151                                                | 72                                                 | 52                                                 | 1908                                               |                                                    |
| Солнечное сияние за 1999 - 2008 гг, часов за месяц | Солнечное сияние за 1999 - 2008 гг, часов за месяц | Солнечное сияние за 1999 - 2008 гг, часов за месяц | Солнечное сияние за 1999 - 2008 гг, часов за месяц | Солнечное сияние за 1999 - 2008 гг, часов за месяц | Солнечное сияние за 1999 - 2008 гг, часов за месяц | Солнечное сияние за 1999 - 2008 гг, часов за месяц | Солнечное сияние за 1999 - 2008 гг, часов за месяц | Солнечное сияние за 1999 - 2008 гг, часов за месяц | Солнечное сияние за 1999 - 2008 гг, часов за месяц | Солнечное сияние за 1999 - 2008 гг, часов за месяц | Солнечное сияние за 1999 - 2008 гг, часов за месяц | Солнечное сияние за 1999 - 2008 гг, часов за месяц | Солнечное сияние за 1999 - 2008 гг, часов за месяц |
| Янв                                                | Фев                                                | Мар                                                | Апр                                                | Май                                                | Июн                                                | Июл                                                | Авг                                                | Сен                                                | Окт                                                | Ноя                                                | Дек                                                | Год                                                |                                                    |
| 74                                                 | 121                                                | 179                                                | 187                                                | 182                                                | 211                                                | 183                                                | 133                                                | 139                                                | 122                                                | 72                                                 | 47                                                 | 1649                                               |                                                    |
| -------------------------------------------------- | -------------------------------------------------- | -------------------------------------------------- | -------------------------------------------------- | -------------------------------------------------- | -------------------------------------------------- | -------------------------------------------------- | -------------------------------------------------- | -------------------------------------------------- | -------------------------------------------------- | -------------------------------------------------- | -------------------------------------------------- | -------------------------------------------------- | -------------------------------------------------- |

## Определяющие факторы
Город Санкт-Петербург находится на той же географической широте, что и Магадан. Более суровый климат в Магадане объясняется близостью Охотского моря. Именно оно выполняет роль гигантского аккумулятора для всего прибрежного региона: в его обширной и довольно изолированной от мирового океана чаше весной застаиваются плавучие льды, таяние которых поглощает много энергии и, как результат, делает прибрежное лето весьма прохладным. Однако осенью и зимой его теплоёмкие воды активно отдают тепло прибрежной кромке, уменьшая морозы на островах и полуостровах вдвое по сравнению с межгорными котловинами в глубине материка. Постоянная циркуляция воздушных масс с моря на сушу и обратно делает зиму в городе довольно нестабильной: мощный приток холодных континентальных воздушных масс якутского антициклона приводит зимой к установлению ясной, тихой и морозной погоды. Потепление приносят тихоокеанские циклоны. Их прохождение приносит повышение температуры вплоть до 0°С, что влечёт за собой обильные снегопады и метели.

## Ветровой режим
Расположение города на границе суши и моря приводит к тому, что частые морские ветра, которые отсутствуют при углублении в сушу, усугубляют его ветро-холодовой индекс и делают погоду довольно жёсткой для человека даже при относительно небольших морозах. Среднегодовая скорость ветра в Магадане составляет — 7—8 м/с. Максимальная скорость ветра иногда превышает 40 м/с.
Старший техник-метеоролог Магаданской метеостанции Альбина Петрова утверждает, что на горных участках трассы "Колыма" 45 градусов мороза без ветра люди в целом переносят гораздо легче, чем в прибрежном Магадане 24 градуса и с относительно небольшим ветром в 6-10 метров секунду. Особенно трудно становится человеку, когда порывы начинают превышать 20 метров в секунду.
- Среднегодовая температура — −2,7 °C
- Среднегодовая скорость ветра — 3,6 м/с
- Среднегодовая влажность воздуха — 72 %

| Показатель                      | Янв.  | Фев.  | Март  | Апр.  | Май   | Июнь | Июль | Авг. | Сен. | Окт.  | Нояб. | Дек.  | Год   |
| ------------------------------- | ----- | ----- | ----- | ----- | ----- | ---- | ---- | ---- | ---- | ----- | ----- | ----- | ----- |
| Абсолютный максимум, °C         | 2,4   | 3,2   | 5,5   | 8     | 22,3  | 24,5 | 27,8 | 25,5 | 20,2 | 13,8  | 6,6   | 3,3   | 27,8  |
| Средний суточный максимум, °C   | −14,2 | −12,5 | −8    | −1,6  | 4,9   | 11,3 | 14,8 | 15   | 10,4 | 1,7   | −7,3  | −12,8 | 0,1   |
| Средняя температура, °C         | −16,4 | −15,4 | −11,4 | −4,6  | 1,8   | 7,8  | 11,8 | 12   | 7,5  | −0,9  | −9,8  | −14,9 | −2,7  |
| Средний суточный минимум, °C    | −18,5 | −17,8 | −14,4 | −7,5  | −0,5  | 5,2  | 9,6  | 9,7  | 5,1  | −3,1  | −12   | −17   | −5,1  |
| Абсолютный минимум, °C          | −34,6 | −33,3 | −30,8 | −23,5 | −10,8 | −3   | 2    | −1   | −6,3 | −21,6 | −26,9 | −30,7 | −34,6 |
| Норма осадков, мм               | 14    | 13    | 17    | 33    | 37    | 47   | 64   | 93   | 77   | 80    | 60    | 26    | 561   |
| Температура воды, °C            | −1,7  | −1,7  | −1,7  | −1,5  | 1,1   | 7,4  | 12   | 12,1 | 8,7  | 4,4   | −0,2  | −1,7  | 3,1   |
| Источник: Погода и климат ЕСИМО |       |       |       |       |       |      |      |      |      |       |       |       |       |

| Показатель                       | Янв.  | Фев.  | Март | Апр. | Май  | Июнь | Июль | Авг. | Сен. | Окт. | Нояб. | Дек.  | Год   |
| -------------------------------- | ----- | ----- | ---- | ---- | ---- | ---- | ---- | ---- | ---- | ---- | ----- | ----- | ----- |
| Средний суточный максимум, °C    | −13,6 | −13   | −7,1 | −0,9 | 5,6  | 11,5 | 16,1 | 15,0 | 10,8 | 1,6  | −7,9  | −11,3 | 0,6   |
| Средняя температура, °C          | −15,6 | −15,3 | −10  | −3,7 | 2,8  | 8,8  | 13,4 | 12,6 | 8,2  | −1,1 | −9,9  | −13,4 | −1,9  |
| Средний суточный минимум, °C     | −17,5 | −17,6 | −13  | −6,6 | 0,1  | 6,0  | 10,7 | 10,1 | 5,5  | −3,5 | −11,8 | −15,4 | −4,4  |
| Среднее число дней с заморозками | 31,0  | 28,0  | 30,7 | 28,5 | 14,3 | 0,0  | 0,0  | 0,0  | 1,9  | 23,3 | 30,0  | 30,7  | 218,3 |
| Источник: pogodaonline.ru        |       |       |      |      |      |      |      |      |      |      |       |       |       |

| Показатель              | Янв.  | Фев.  | Март  | Апр.  | Май  | Июнь | Июль | Авг. | Сен. | Окт. | Нояб. | Дек. | Год  |
| ----------------------- | ----- | ----- | ----- | ----- | ---- | ---- | ---- | ---- | ---- | ---- | ----- | ---- | ---- |
| Абсолютный максимум, °C | −1,5  | −1,3  | 1,8   | 0,0   | 8,6  | 16,6 | 17,8 | 18,0 | 14,0 | 8,7  | 4,9   | −0,3 | 18,0 |
| Средняя температура, °C | −1,73 | −1,73 | −1,73 | −1,49 | 1,09 | 7,40 | 12,0 | 12,1 | 8,65 | 4,36 | −0,15 | −1,7 | 3,12 |
| Абсолютный минимум, °C  | −1,8  | −1,8  | −1,8  | −1,8  | −1,8 | −1   | 3,2  | 1,0  | 2,7  | 0,3  | −1,8  | −1,8 | −1,8 |